# Radbod von Utrecht
Radbod (* um 850 zwischen Maas und Sambre; † 29. November 917 in Ootmarsum) war Bischof von Utrecht von 899 bis 917.
Die Radboud-Universität Nimwegen wurde 2004 nach ihm benannt.

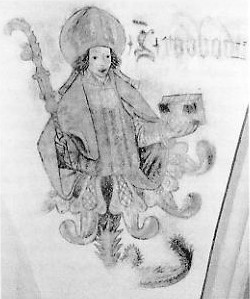
Abbildung Radbods in der Broerenkerk in Zwolle

## Leben
Radbod, der Sprössling einer vornehmen fränkischen Familie, die Mutter war eine Tochter Gerulfs, empfing seinen Namen von dem alten heidnischen Friesenherzog Radbod († 719), der der Ahnherr seiner Mutter gewesen war. Als ein begabter Knabe wurde er frühzeitig seinem mütterlichen Onkel, dem Erzbischof Gunthar von Köln (850–864), zur Erziehung übergeben, der als ein Freund und Gönner der Studien gefeiert wird, bis seine Beihilfe zur Scheidung Lothars II. ihn ins Verderben stürzte. Gleich anderen Söhnen edler Geschlechter begab sich Radbod zu seiner weiteren Ausbildung an den Hof Karls des Kahlen, des westfränkischen Herrschers, wo er an Manno, dem damaligen Leiter der Hofschule (später Propst zu St. Claude) einen sehr gelehrten Lehrer und an Stephan und Mancio, den nachmaligen Bischöfen von Lüttich und Chalon, ausgezeichnete Mitschüler fand.
Nach dem Tod Karls († 877) kehrte Radbod zu seinen Verwandten in den Lommagau (um Namur) zurück und lebte zeitweise auch in der Umgebung des berühmten Abtes Hugo von Tours († 886). Nach dem Tod des Bischofs Odilbald im Jahr 899 wurde Radbod auf den Bischofsstuhl von Utrecht gewählt und von Arnulf bestätigt. Der Sitz des Bistums befand sich zu dieser Zeit nicht an der altgeweihten Stätte, welche durch die Normanneneinfälle völlig verödet war, sondern in Deventer. Radbod achtete als Bischof auf die Einhaltung aller geistlichen Tugenden, namentlich der Mildtätigkeit. Der Überlieferung nach übte er die größte Enthaltsamkeit in den Speisen, trank nur Wasser und hielt sich von dem Hofe fern. Weltliche Geschäfte sah er als mit seinem priesterlichen Berufe unvereinbar an und bemühte sich, diese zu vermeiden. 
Man schrieb ihm die Gaben der Weissagung zu. So soll er vorhergesagt haben, wie es durch Otto den Großen geschah, dass die westfränkischen Könige sich unter das deutsche Kaisertum beugen würden, doch nicht für immer. Sein eigenes Ende sah er drei und ein halbes Jahr sicher voraus und wiederholt bezeichnete er den Jüngling Balderich, den Sohn des Grafen Ricfrid, der öfter bei ihm verkehrte, in prophetischem Geiste als den, der dazu berufen sein würde, das Bistum und den Bischofssitz aus dem Verfalle wiederherzustellen und durch diese Schenkungen zu schmücken und zu bereichern. Tatsächlich wurde Baldrich der Lehrer Bruns, des Bruders Ottos des Großen. Radbod starb, schon längere Zeit kränkelnd und hochbejahrt, am 29. November 917 zu Ootmarsum in Overyssel, einem seiner Lieblingsorte, und wurde unter sehr lebhafter Teilnahme der Bevölkerung in Deventer beigesetzt.

## Werke
Das Andenken Radbods wurde der Nachwelt nicht nur durch einen Biographen erhalten, der etwa ein halbes Jahrhundert nach seinem Tode unschätzbare Nachrichten über ihn überlieferte, sondern auch durch eigene Schriften. Weil er ein großer Verehrer der Heiligen, ein Dichter und Musiker war, hat er zu Ehren jener Predigten in Prosa sowie Verse und Gesänge verfasst. So verherrlichte er Swidbert, den Apostel des bergischen Landes, den angelsächsischen Glaubensboten Liafwin (Lebuin), den hl. Servatius und Amalberga, sowie ein Wunder des hl. Martin, durch welches im Jahr 903 die Stadt Tours vor den stürmenden Dänen errettet worden sein soll. Ansprechender und gemütvoller als die Verse zur Lobpreisung der Heiligen, die jedoch ein fleißiges Studium des Vergil und eine gute metrische Bildung verraten, ist sein in dieser Zeit ganz vereinzelt stehendes Gedicht auf die Schwalbe. Auch über die Ereignisse des Jahres 900 hinterließ er eine kurze Aufzeichnung. Sein früherer Mitschüler Stephan zeichnete sich ebenfalls als lateinischer Dichter aus.